# Daiči Suzuki
Daiči Suzuki (japonsky 鈴木 大地 ; 10. března 1967, Narašino, Čiba) je bývalý japonský plavec. Na olympijských hrách 1988 v Soulu získal zlatou medaili v závodě na 100 metrů znak. Zdokonalil znakařskou techniku zvanou „podvodní delfín“ natolik, že ve finále soulské olympiády porazil jejího hlavního představitele Davida Berkoffa z USA. Získal také dvě zlaté medaile na Asijských hrách v roce 1986 a dvě zlaté na Univerziádě v roce 1987. Je absolventem oboru sportovní medicína na Univerzitě Džuntendo. Po ukončení závodní činnosti byl předsedou Japonské plavecké federace a komisařem Japonské sportovní agentury, působil také ve Světové antidopingové agentuře. V roce 2021 byl přijat do Mezinárodní plavecké síně slávy.